# Charlie Munro
Charles Robert Munro (* 22. Mai 1917 in Christchurch; † 9. Dezember 1985 in Sydney) war ein neuseeländischer Jazzmusiker (Saxophone, Flöte, Komposition), der hauptsächlich in Australien tätig war.

## Leben und Wirken
Munro begann mit neun Jahren, Saxophon zu spielen; seitdem er elf Jahre alt war, erhielt er klassischen Unterricht auf dem Violoncello. Er begann mit 17 Jahren als Berufsmusiker zu arbeiten und etablierte sich bereits in dieser Zeit als guter Spieler unterschiedlicher Saxophone. Mit 21 Jahren migrierte er nach Sidney, wo er in den Bands von Myer Norman und Wally Parks beschäftigt war. Er etablierte sich zudem als Studiomusiker und war in Nachtclubs, aber auch als Theatermusiker tätig. 
Während des Zweiten Weltkriegs diente er beim Militär. Zwischen 1946 und 1950 spielte er mit dem Trompeter Wally Norman im Roosevelt-Nachtclub in Sydney; dort entwickelte er sich zu einem wichtigen Musiker des australischen Bebop. Ab 1950 spielte er mit Bob Gibson. 1954 trat er dem Tanzorchester der Australian Broadcasting Corporation bei, dem er bis zu dessen Auflösung 1976 als Komponist, Interpret und Arrangeur angehörte. 
Obwohl er einen Großteil seiner Karriere im kommerziellen Umfeld von Tanzbands und Theatermusik verbrachte, führten Munros weitreichende musikalische Interessen ihn in effektiven Kontakt mit dem Free Jazz. So trat zwischen 1961 und 1965 ausgiebig im Quartett von Bryce Rohde auf und beteiligte sich an dessen experimentellen LPs Corners und Just Bryce. Gegen Ende seiner Karriere leitete er eigene Bands, mit denen mehrere Alben entstanden, und begleitete auch Georgina de Leon.

## Diskographische Hinweise
- Eastern Horizons (1967)
- Count Down (1969)
- Integrations (1981)